# Villar-Saint-Anselme
Villar-Saint-Anselme è un comune francese di 96 abitanti situato nel dipartimento dell'Aude nella regione dell'Occitania.

## Società

### Evoluzione demografica
Abitanti censiti